# 石塚由成
石塚 由成（いしづか よしなり、1949年6月30日-  ）は、日本の経営者。新潟県出身。

## 来歴・人物
1972年に東京大学経済学部を卒業し、同年に住友金属工業に入社した。2002年6月に住友特殊金属監査役に就任し、2003年4月に住友金属工業常務に就任し、2006年4月には専務に昇格した。2010年4月にSUMCO副社長に就任した。
2012年から2018年までに西日本高速道路社長に就任した。
2024年11月に旭日中綬章を受章した。